# Rue Saint-Georges (Lévis)
Pour les articles homonymes, voir Rue Saint-Georges.
La rue Saint-Georges est une artère est-ouest située dans l'arrondissement Desjardins à Lévis.

## Situation et accès
La route a une longueur d'environ 6,1 km. Elle traverse le centre de Lévis dans une orientation est-ouest. Elle est parallèle et située entre la rue Saint-Laurent, au nord, et le boulevard Guillaume-Couture, au sud.
Débutant à l'ouest à l'intersection de la rue de l'Entente, elle croise entre autres sur son parcours la rue Saint-Omer, le boulevard Alphonse-Desjardins et la route du Président-Kennedy avant de se terminer à l'est à l'intersection avec le boulevard Guillaume-Couture. Au-delà, l'axe routier se poursuit sous le nom de chemin des Îles.

## Origine du nom
Le nom de la rue fait référence à Georges Couture, maire de Lévis de 1870 à 1871 et de 1874 à 1884.

## Historique
Ouverte en partie vers 1667, elle était un segment du chemin du Roy.
L'odonyme est officialisé par la Commission de toponymie le 4 février 1994. Son nom lui aurait été toutefois attribué le 16 novembre 1868 par le conseil municipal.
En raison de son ancienneté et du fait qu'elle fut ouverte en plusieurs sections, elle a porté de nombreuses appellations : chemin d'en Haut, petite route, rue du Vieux-Chemin, route Saint-Nicolas, Grand Chemin, Grande Route, route à Bégin, route du Moulin, chemin du Pont Amyot, route du Ruisseau, route nationale 3, rue Saint-David, rue Commerciale et rue du Monument,.

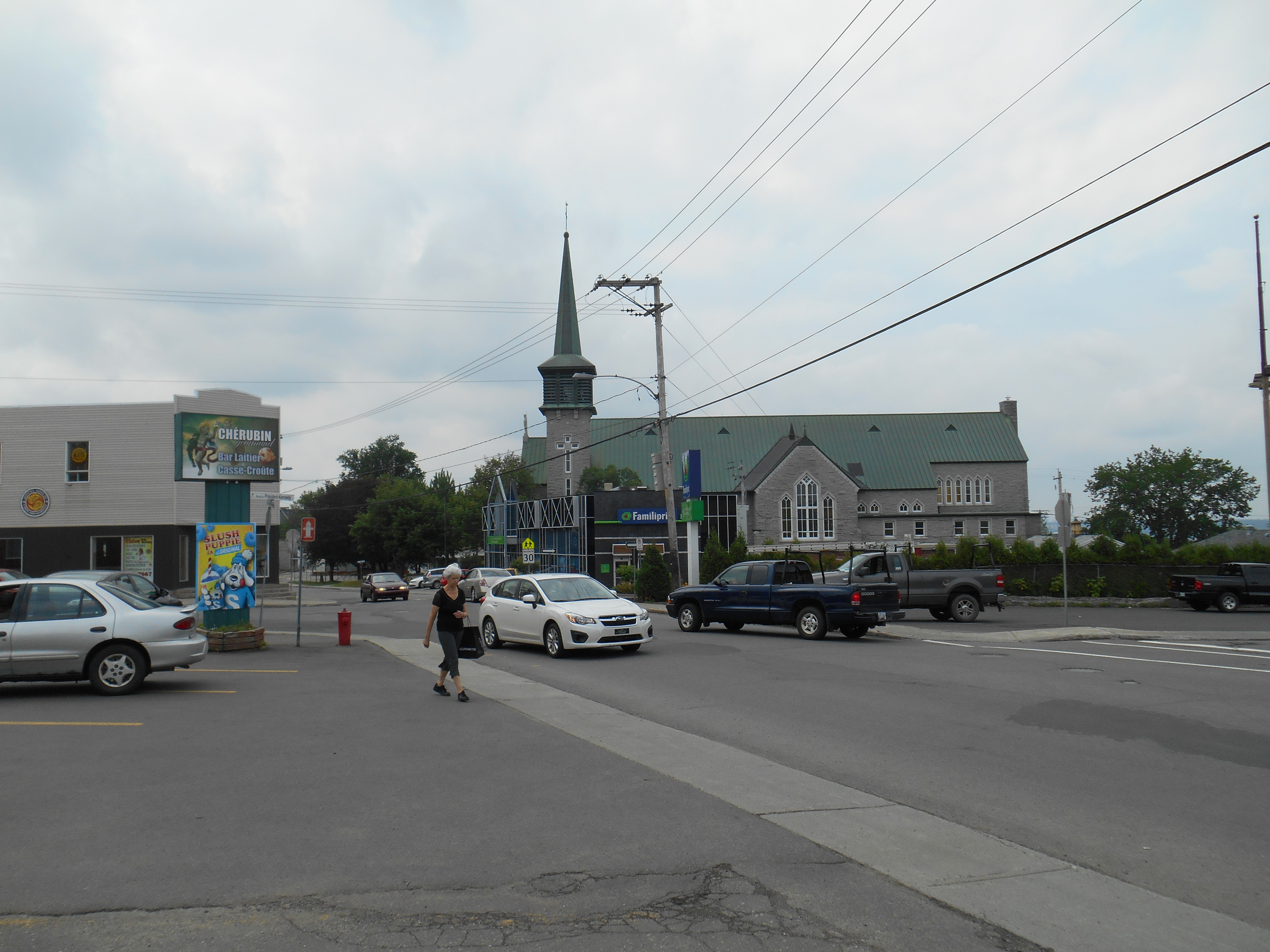
Près de l'Église Christ-Roi
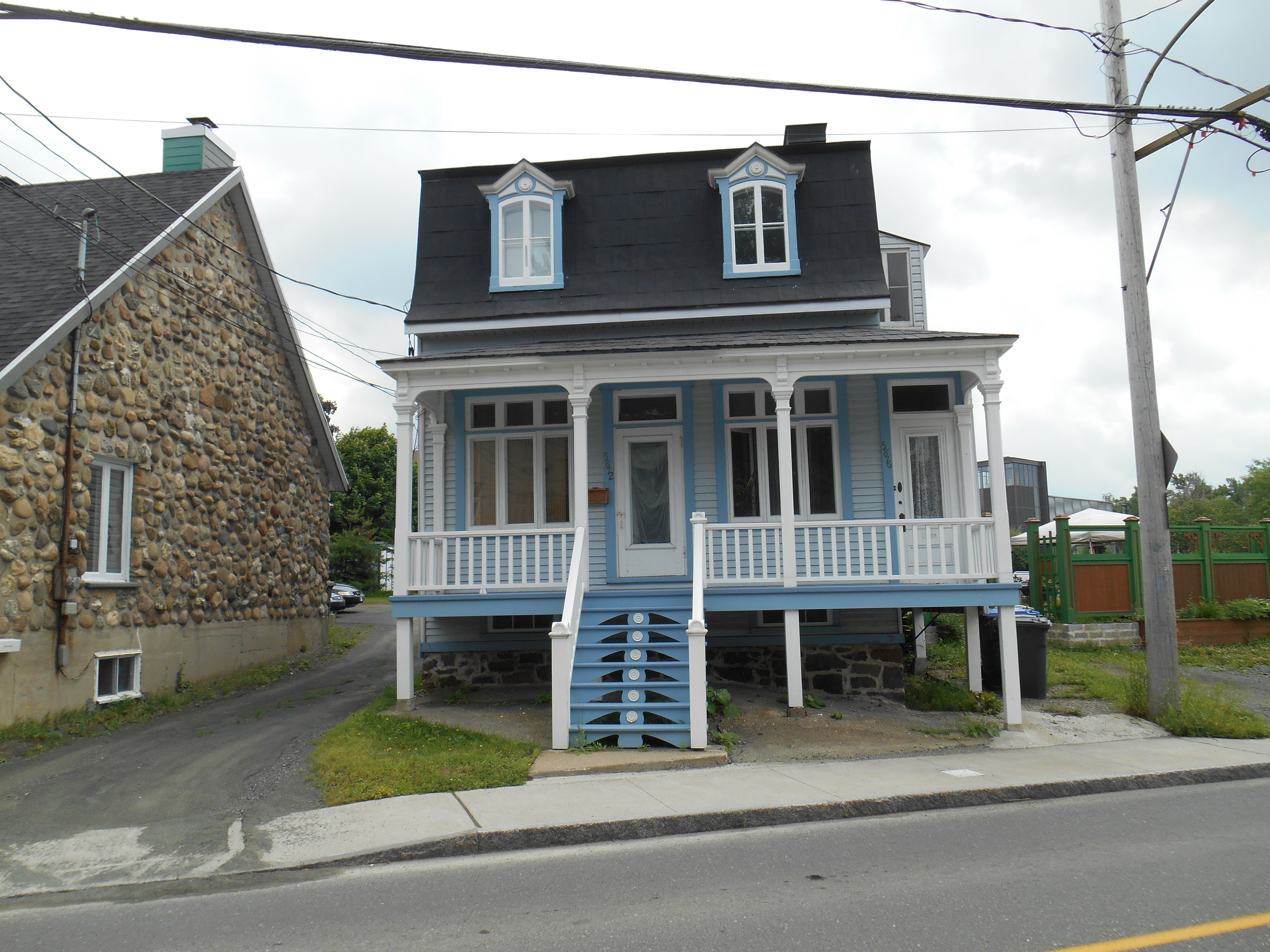
Rue Saint-Georges, Levis 041.JPG
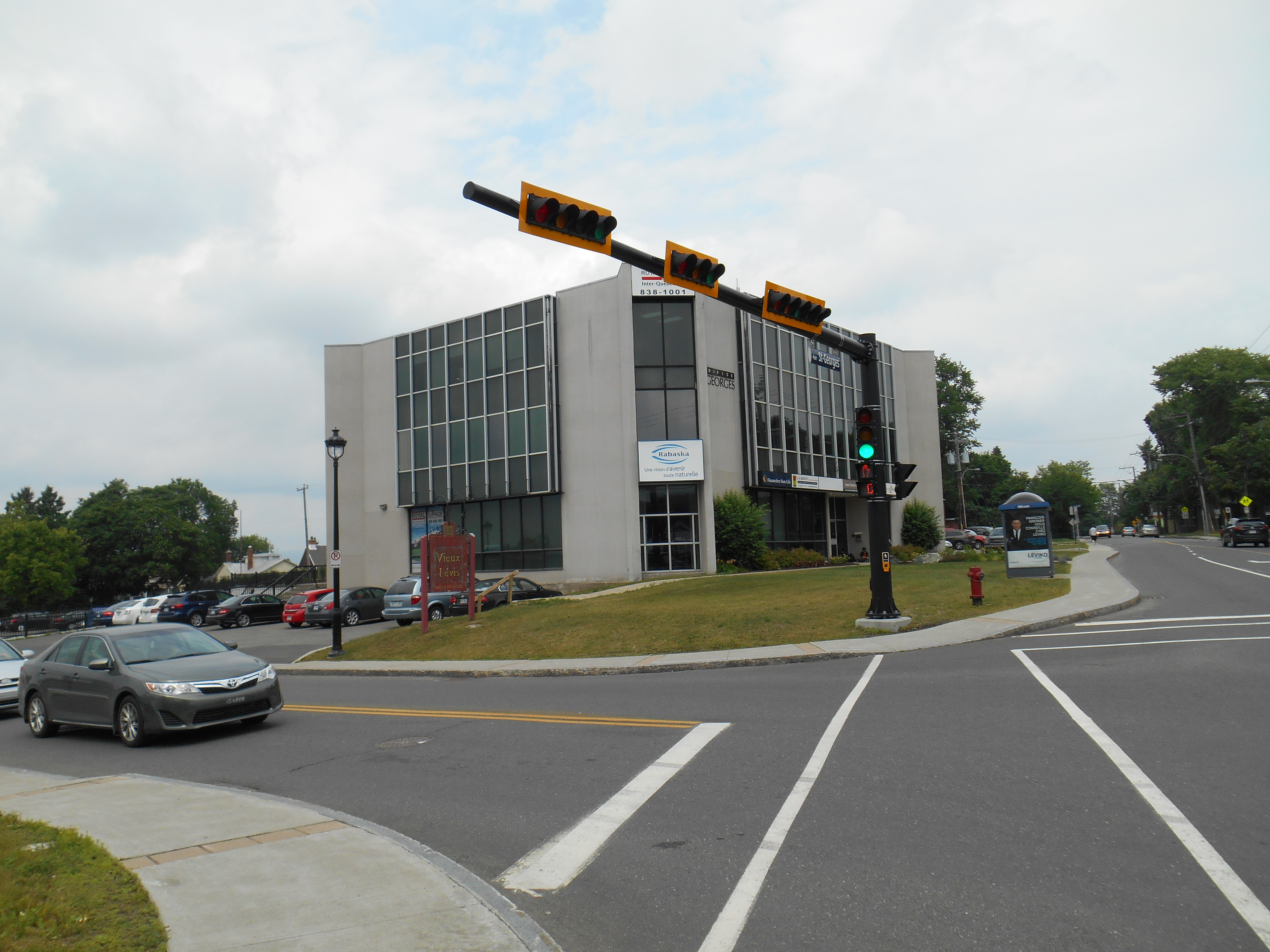
À l'intersection de la Côte du Passage